# Porsche Supercup 2008
Der Porsche Supercup 2008 begann am 5. April in Bahrain und endete nach zwölf Läufen am 14. September in Monza. Alle Rennen wurden im Rahmenprogramm der Formel 1 ausgetragen. Die Meisterschaft gewann zum ersten Mal der Niederländer Jeroen Bleekemolen.

## Teams und Fahrer
| Team                       | Nr. | Fahrer                     | Wochenenden   |
| -------------------------- | --- | -------------------------- | ------------- |
| Lechner Racing Bahrain     | 1   | Alessandro Zampedri        | 1–3, 5–11     |
| Lechner Racing Bahrain     | 2   | Štefan Rosina              | 1–11          |
| Tolimit                    | 3   | Nicolas Armindo            | 1–8           |
| Tolimit                    | 3   | Jan Seyffarth              | 9–11          |
| Tolimit                    | 4   | Jocke Mangs                | 1–9           |
| Tolimit                    | 4   | Robert Cregan              | 10–11         |
| Tolimit                    | 31  | Sam Hancock                | 5             |
| SPS Automotive             | 5   | Uwe Alzen                  | 1–5           |
| SPS Automotive             | 5   | Marc Benz                  | 6–11          |
| SPS Automotive             | 6   | Marc Benz                  | 4             |
| SPS Automotive             | 6   | Nemunas Dagilis            | 1–3, 5–6      |
| SPS Automotive             | 6   | Lance David Arnold         | 7–11          |
| Bleekemolen Race Planet    | 7   | Sebastiaan Bleekemolen     | 1–11          |
| Bleekemolen Race Planet    | 8   | Tim Buijs                  | 1–11          |
| Jetstream Motorsport       | 9   | Lucas Guerrero             | 1–9           |
| Jetstream Motorsport       | 9   | Richard Williams           | 10            |
| Jetstream Motorsport       | 9   | Alx Danielsson             | 11            |
| Jetstream Motorsport       | 10  | Jeroen Bleekemolen         | 1–11          |
| Racing Team Jetstream      | 11  | Pedro Petiz                | 1–11          |
| Racing Team Jetstream      | 12  | Alejandro Núñez            | 1             |
| Racing Team Jetstream      | 12  | Mike Verschuur             | 2–3           |
| Racing Team Jetstream      | 12  | Michael Bleekemolen        | 4, 8–11       |
| Racing Team Jetstream      | 12  | Phil Quaife                | 5             |
| Racing Team Jetstream      | 12  | James Pickford             | 6             |
| Racing Team Jetstream      | 12  | Mikael Forsten             | 7             |
| Veltins MRS Racing         | 14  | René Rast                  | 1–5, 7–11     |
| Veltins MRS Racing         | 14  | James Sutton               | 6             |
| Veltins MRS Racing         | 15  | Norbert Siedler            | 1–11          |
| Veltins MRS Racing         | 33  | William Langhorne          | 7–11          |
| Schnabl Engineering        | 16  | Darryl O’Young             | 1–4, 6, 8–11  |
| Schnabl Engineering        | 16  | Keita Sawa                 | 5, 7          |
| Schnabl Engineering        | 17  | Jiří Janák                 | 1–7           |
| Schnabl Engineering        | 17  | Jörg Hardt                 | 8–11          |
| HSF Porsche Eindhoven      | 18  | Simon Frederiks            | 1–9, 11       |
| HSF Porsche Eindhoven      | 18  | Gosse Stielstra            | 10            |
| HSF Porsche Eindhoven      | 19  | Paul van Splunteren        | 1–7, 9–11     |
| HSF Porsche Eindhoven      | 19  | Mike Verschuur             | 8             |
| SAS Lechner Racing         | 20  | Damien Faulkner            | 1–11          |
| SAS Lechner Racing         | 21  | Danny Watts                | 1–11          |
| Konrad Motorsport          | 22  | Sean Edwards               | 1–11          |
| Konrad Motorsport          | 23  | Jan Seyffarth              | 1–8           |
| Konrad Motorsport          | 23  | Jiří Janák                 | 9–10          |
| Konrad Motorsport          | 23  | Nicolas Armindo            | 11            |
| DAMAC Kadach Racing        | 24  | Christian Mamerow          | 1–11          |
| DAMAC Kadach Racing        | 25  | Jaap van Lagen             | 1–11          |
| IRWIN Racing               | 26  | David Saelens              | 1–11          |
| IRWIN Racing               | 27  | Patrick Huisman            | 1–11          |
| UPS Porsche Junior Team    | 28  | Martin Ragginger           | 2, 6–8, 10–11 |
| UPS Porsche Junior Team    | 29  | Marco Holzer               | 2, 6–8, 10–11 |
| Porsche Cars Great Britain | 31  | Sam Hancock                | 6             |
| Porsche Cars Great Britain | 32  | Tim Harvey                 | 6             |
| Centro Porsche Padova      | 34  | Andrea Boldrini            | 10            |
| Centro Porsche Padova      | 35  | Stefano Comandini          | 10            |
| Porsche AG                 | 40  | António Coimbra            | 2             |
| Porsche AG                 | 40  | Neel Jani                  | 7             |
| Porsche AG                 | 40  | Albert von Thurn and Taxis | 11            |

## Rennkalender
| Nr. | Datum         | Land           | Strecke           | Pole-Position      | Platz 1            | Platz 2            | Platz 3            |
| --- | ------------- | -------------- | ----------------- | ------------------ | ------------------ | ------------------ | ------------------ |
| 1a  | 5. April      | Bahrain        | Bahrain           | René Rast          | Damien Faulkner    | Jeroen Bleekemolen | Jan Seyffarth      |
| 1b  | 6. April      | Bahrain        | Bahrain           | René Rast          | Christian Mamerow  | Jeroen Bleekemolen | René Rast          |
| 2   | 27. April     | Spanien        | Barcelona         | Jan Seyffarth      | Jan Seyffarth      | Jeroen Bleekemolen | Martin Ragginger   |
| 3   | 11. Mai       | Türkei         | Istanbul          | Christian Mamerow  | Jaap van Lagen     | Jan Seyffarth      | Christian Mamerow  |
| 4   | 25. Mai       | Monaco         | Monaco            | Jeroen Bleekemolen | Jeroen Bleekemolen | Damien Faulkner    | Sean Edwards       |
| 5   | 22. Juni      | Frankreich     | Magny-Cours       | Nicolas Armindo    | Jeroen Bleekemolen | Jaap van Lagen     | Štefan Rosina      |
| 6   | 6. Juli       | Großbritannien | Silverstone       | Jeroen Bleekemolen | Sean Edwards       | Danny Watts        | Štefan Rosina      |
| 7   | 20. Juli      | Deutschland    | Hockenheimring    | Jaap van Lagen     | Christian Mamerow  | Jaap van Lagen     | Jeroen Bleekemolen |
| 8   | 3. August     | Ungarn         | Budapest          | Damien Faulkner    | Damien Faulkner    | Jeroen Bleekemolen | Patrick Huisman    |
| 9   | 24. August    | Spanien        | Valencia          | Jeroen Bleekemolen | Jeroen Bleekemolen | Jörg Hardt         | Damien Faulkner    |
| 10  | 7. September  | Belgien        | Spa-Francorchamps | René Rast          | Sean Edwards       | Jaap van Lagen     | Jeroen Bleekemolen |
| 11  | 14. September | Italien        | Monza             | René Rast          | Nicolas Armindo    | Jörg Hardt         | Jeroen Bleekemolen |

## Fahrerwertung
| Pl. | Fahrer             | Punkte |
| --- | ------------------ | ------ |
| 1.  | Jeroen Bleekemolen | 192    |
| 2.  | Damien Faulkner    | 121    |
| 3.  | Patrick Huisman    | 100    |
| 4.  | Christian Mamerow  | 98     |
| 5.  | Sean Edwards       | 96     |
| 6.  | René Rast          | 95     |
| 7.  | Jaap van Lagen     | 94     |
| 8.  | Jan Seyffarth      | 93     |
| 9.  | Danny Watts        | 91     |
| 10. | Štefan Rosina      | 89     |

| Pl. | Fahrer                 | Punkte |
| --- | ---------------------- | ------ |
| 11. | Nicolas Armindo        | 73     |
| 12. | David Saelens          | 73     |
| 13. | Uwe Alzen              | 67     |
| 14. | Jörg Hardt             | 49     |
| 15. | Alessandro Zampedri    | 48     |
| 16. | Sebastiaan Bleekemolen | 44     |
| 17. | Norbert Siedler        | 39     |
| 18. | Jiří Janák             | 36     |
| 19. | Pedro Petiz            | 32     |
| 20. | Jocke Mangs            | 22     |

| Pl. | Fahrer              | Punkte |
| --- | ------------------- | ------ |
| 21. | Lucas Guerrero      | 21     |
| 22. | Lance David Arnold  | 16     |
| 23. | Tim Buijs           | 14     |
| 24. | Marc Benz           | 12     |
| 25. | Paul van Splunteren | 8      |
| 26. | Simon Frederiks     | 7      |
| 27. | Nemunas Dagilis     | 5      |
| 28. | Darryl O’Young      | 4      |
| 29. | Michael Bleekemolen | 2      |
| 30. | Alejandro Núñez     | 1      |

## Teamwertung
| Pl. | Team                   | Punkte |
| --- | ---------------------- | ------ |
| 1.  | Konrad Motorsport      | 210    |
| 2.  | SAS Lechner Racing     | 210    |
| 3.  | Jetstream Motorsport   | 203    |
| 4.  | DAMAC Kadach Racing    | 186    |
| 5.  | IRWIN Racing           | 170    |
| 6.  | Veltins MRS Racing     | 137    |
| 7.  | Lechner Racing Bahrain | 133    |

| Pl. | Team                    | Punkte |
| --- | ----------------------- | ------ |
| 8.  | SPS Automotive          | 102    |
| 9.  | Schnabl Engineering     | 77     |
| 10. | Tolimit                 | 77     |
| 11. | Racing Team Jetstream   | 51     |
| 12. | Bleekemolen Race Planet | 50     |
| 13. | HSF Porsche Eindhoven   | 14     |